# Discothyrea remingtoni
Discothyrea remingtoni é uma espécie de formiga do gênero Discothyrea, pertencente à subfamília Proceratiinae.